# Euphorbia esculenta
Euphorbia esculenta är en törelväxtart som beskrevs av Hermann Wilhelm Rudolf Marloth. Euphorbia esculenta ingår i släktet törlar, och familjen törelväxter. Inga underarter finns listade i Catalogue of Life.

## Bildgalleri

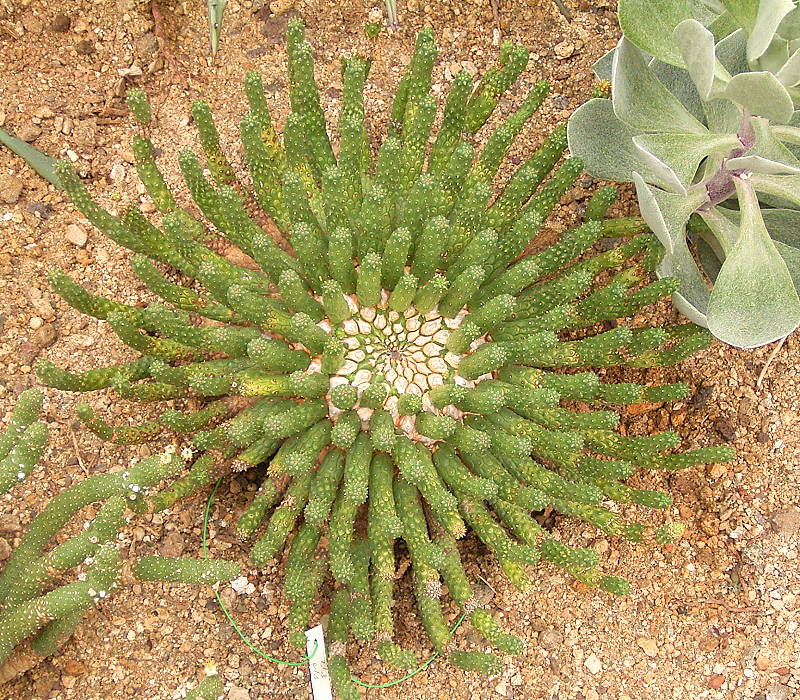
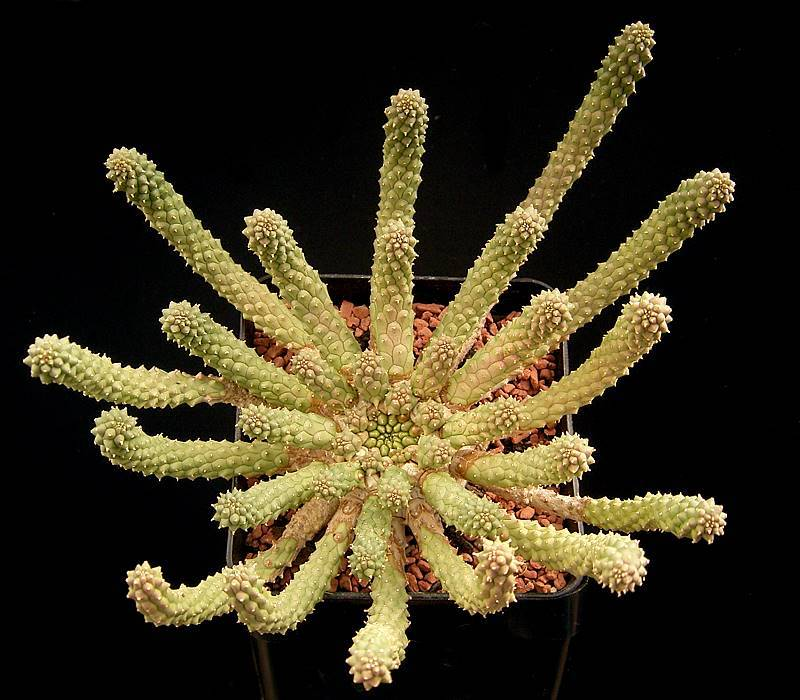
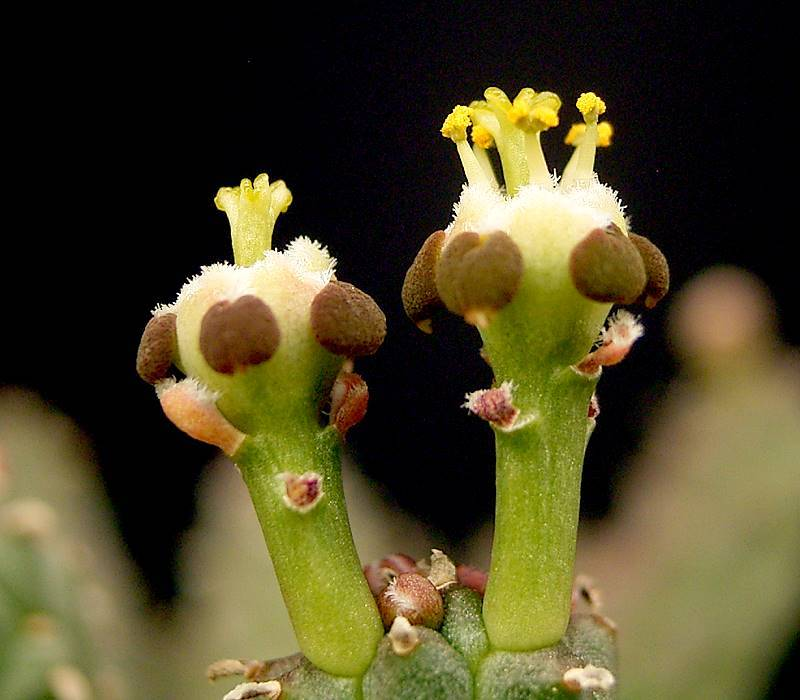
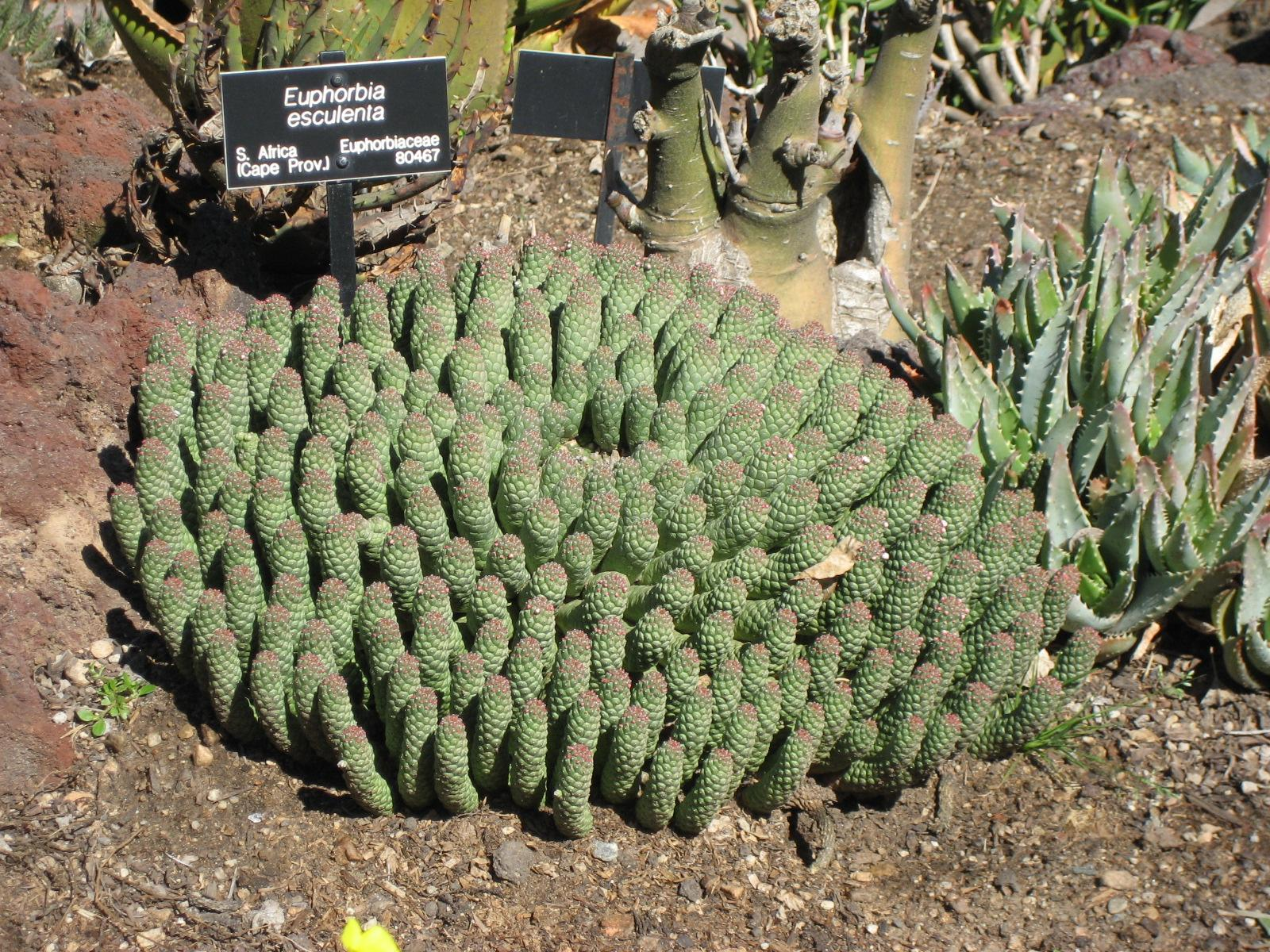